# Echinox
 (octobre 2014).
Echinox est une revue littéraire roumaine, créée en 1968 et éditée par l’université Babeș-Bolyai de Cluj-Napoca.

## Programme culturel
Fondée en 1968, la revue Echinox constituait l’un de ces espaces culturels qui, pendant la dictature communiste de Nicolae Ceaușescu et sous couvert de l’université Babeș-Bolyai de Cluj, tentait, « entre les lignes » de son exégèse de la littérature roumaine, de ne pas perdre tout souvenir des valeurs de la renaissance culturelle roumaine en déjouant la censure, en évitant tout sujet politique et en profitant de l’inculture des censeurs.
Promouvant l’activité littéraire, artistique et philosophique des jeunes auteurs, la revue suivait l’exemple des grands créateurs roumains francophones, tels que Vasile Alecsandri, Eugène Ionesco, Tristan Tzara ou Emil Cioran. L’œuvre de Constantin Brâncuși constituait, par exemple, une valeur commune modèle pour les jeunes créateurs « echinoxistes » que la revue encourageait. Après la chute de la dictature, le rétablissement des libertés civiques, dont les libertés intellectuelles, permit à l’équipe d’Echinox de poursuivre de manière beaucoup plus directe et efficace son œuvre de diffusion d’une culture ouverte et polyglotte. Jusqu’en 1990, la revue édite dans chacun de ses numéros plusieurs pages en hongrois et en allemand. S’y ajoutent en 1991 des pages en français, et en 1994 des pages anglaises.

## Rôle dans les échanges littéraires
En Europe centrale et de l'Est ainsi que dans les Balkans,la  revue Echinox est une sorte de « table ronde culturelle » regroupant plus de 150 auteurs roumains, magyarophones, germanophones ou francophones : des poètes, des romanciers, des dramaturges, des critiques littéraires, des essayistes, des philosophes, des politologues, des artistes).

## Sources